# حيد جنوب غرب المحيط الهندي
يقع حيد جنوب غرب الهند في أعماق جنوب غرب المحيط الهندي وجنوب شرق المحيط الأطلسي، وهو حيود محيطي يمثل حدًا تكتونيًا متباعدًا يفصل بين الصفيحة الصومالية شمالًا والصفيحة القطبية الجنوبية جنوبًا.
ويتميّز حيد جنوب غرب الهند بكونه أحد أبطأ الحيود المحيطية تمددًا في العالم، إذ لا يتفوق عليه في البطء سوى حيود جاكل في المحيط المتجمد الشمالي. وعلى الرغم من معدل التمدد البطيء هذا، فإن محور الحيد يزداد طولًا بشكل سريع بين نقطتي الالتقاء الثلاثي المحيطتين به: نقطة رودريغز (عند 20°30′ جنوبًا، 70°00′ شرقًا) في المحيط الهندي، ونقطة بوفيه (عند 54°17′ جنوبًا، 1°5′ غربًا) في المحيط الأطلسي.

## الوضع الجيولوجي

### معدلات التمدد القاعي
تتفاوت معدلات التمدد القاعي على طول حيد جنوب غرب المحيط الهندي؛ إذ يحدث الانتقال من التمدد البطيء (30 مم/سنة) إلى التمدد البطيء جدًا (15 مم/سنة) عند الشذوذ المغناطيسي C6C (نحو 24 مليون سنة مضت). ويقع هذا التحول بين خطي الطول 54°–67° شرقًا، في أعمق وربما أبرد وأفقر جزء في الانصهار الصخري في نظام الحيود المحيطية على كوكب الأرض. ينخفض سمك القشرة بسرعة عند انخفاض معدل التمدد إلى أقل من حوالي 20 مم/سنة، وتتميز حيد جنوب غرب الهند بغياب النشاط البركاني على امتدادات يصل طولها إلى 100 كم من محور الحيد.
يمتد الحيد في مقاطع واسعة منه بانحراف عن اتجاه التمدد القاعي، يبلغ عادة نحو 60°. وبما أن هذا الانحراف يزيد من طول الحيد ويقلل في الوقت نفسه من معدل صعود المواد من الوشاح، فإن حيد جنوب غرب الهند يمثل منطقة انتقالية بين الحيود ذات التمدد البطيء وتلك ذات التمدد البطيء جدًا. وتتميز المقاطع ذات التمدد البطيء من حيد جنوب غرب الهند بوجود قطاعات بركانية مترابطة عبر فوالق تحويلية، بينما تفتقر المقاطع ذات التمدد البطيء جدًا إلى مثل هذه الفوالق وتترابط فيها القطاعات البركانية عبر أخاديد غير بركانية.

### حدود الصفائح المنتشرة
رغم أن التمدد في حيد جنوب غرب الهند بطيء، إلا أن حدوده تتقاطع مع الحدود الأبطأ والأكثر تشتتًا بين الصفيحتين النوبية والصومالية. وتشير الاختلافات في معدلات التمدد إلى أن حيد جنوب غرب الهند لا يمثل مركز تمدد بسيط بين صفيحتين صلبتين، بل إن الصفيحة الإفريقية التي كانت تعتبر موحدة إلى الشمال من حيد جنوب غرب الهند، هي في الواقع مقسمة إلى ثلاث صفائح: النوبية، لواندلي، والصومالية.
وقد تم تقدير موقع "نقطة التقاء ثلاثية متفرقة" على حيد جنوب غرب الهند بين الصفائح النوبية، الصومالية، والقطبية الجنوبية بين خطي الطول 26° و32° شرقًا أو إلى الغرب من فالق أندرو باين التحويلي. وتشكل هذه النقطة الطرف الجنوبي لنظام الصدع الإفريقي الشرقي.

### صخور جوراسية في موقعها الأصلي
في عام 2010، انجرفت صخور يبلغ عمرها 180 مليون سنة، استُدل عليها من خلال الزركون في صخور الديوريت والجابرو، من موقع يبعد 60 كم جنوب حيد جنوب غرب الهند. ويقارب هذا العمر توقيت تفكك قارة غندوانا، وافتتاح المحيط الهندي، وتشكّل مقاطعة كارّو البركانية الضخمة (179–183 مليون سنة)، وذلك في تناقض حاد مع عمر قاع المحيط الحديث من عصر النيوجين بالقرب من حيد جنوب غرب الهند. يمكن افتراض أن هذه الصخور وصلت إلى حيد جنوب غرب الهند بفعل قوة خارجية مثل الجرف الجليدي أو تسونامي، غير أن حيد جنوب غرب الهند يقع بعيدًا عن أي هامش قاري، كما أن صخورًا بعمر مماثل تم الإبلاغ عنها من حيد الأطلسي الأوسط. ولو أن هذه الصخور خرجت مباشرة من الوشاح، لكانت فقدت معظم محتواها من الرصاص النظائري. كما أن الصخور التي جُرفت بواسطة الجليد غالبًا ما تُظهر علامات استدارة.

مع ذلك، فإن الدورة الحرارية المائية في الحيود المحيطية يمكن أن ترفع الصخور النارية المتداخلة إلى الوشاح الضحل، وهو ما يُعد تفسيرًا ممكنًا في هذه الحالة. تُعد معظم الصخور في إفريقيا المقابلة لـ حيد جنوب غرب الهند من الدرع الأركي القديم، بينما نشأ حزام الطي البنأفريقي خلال إغلاق محيط موزمبيق، وترتبط بعض الصخور من شرق إفريقيا، مدغشقر، وأنتاركتيكا بهذا الحدث. وخلال تفكك غندوانا، تسللت صخور كارّو البركانية إلى الصخور البنأفريقية، ومن الممكن، وإن لم يكن مؤكدًا، أن تكون هذه الصخور قد وصلت إلى حيد جنوب غرب الهند بهذه الطريقة. ونظرًا لأن التمدد في حيد جنوب غرب الهند بطيء جدًا، فإن الوشاح الواقع تحته يجب أن يكون أبرد من المعتاد، وهو ما قد يعيق انصهار هذه الصخور.
1. ↑  "معلومات عن سلسلة تلال جنوب غرب الهند على موقع bigenc.ru". bigenc.ru. مؤرشف من الأصل في 2019-12-08.
2. ↑  "معلومات عن سلسلة تلال جنوب غرب الهند على موقع britannica.com". britannica.com. مؤرشف من الأصل في 2016-05-22.
3. ↑  "معلومات عن سلسلة تلال جنوب غرب الهند على موقع viaf.org". viaf.org. مؤرشف من الأصل في 2018-12-12.
4. ↑  Patriat et al. 1997، Abstract
5. ↑  Sauter et al. 2011، Introduction, p. 911
6. ↑  Dick, Lin & Schouten 2003، The SWIR from 9° to 25°E, pp. 406-409
7. ↑  Chu & Gordon 1999، صفحات 64–67
8. ↑  DeMets, Gordon & Argus 2010، Southwest Indian ridge plate motions, p. 38; Fig. 29, p. 37
9. ↑  Horner-Johnson et al. 2005، Abstract
10. ↑  Cheng et al. 2016، Samples and results, p. 1
11. 1 2  Cheng et al. 2016، Discussion, pp. 4–7